# لورينزو فيتريا
لورينزو فيتريا (بالإسبانية: Lorenzo Vitria)‏ (2 فبراير 1908 – 18 يونيو 1941) هو ملاكم إسباني راحل، مثّل بلاده في الألعاب الأولمبية الصيفية 1924.

## روابط خارجية
لورينزو فيتريا على موقع بوكس ريك (الإنجليزية) (registration required)
- لورينزو فيتريا على موقع أوليمبيديا (الإنجليزية)